# Zīsīs Sarikopoulos
Zīsīs Sarikopoulos (in greco Ζήσης Σαρικόπουλος?; Atene, 31 marzo 1990) è un cestista greco.